# Drosophila viracochi
Drosophila viracochi este o specie de muște din genul Drosophila, familia Drosophilidae, descrisă de Brncic și Santibanez în anul 1957. Conform Catalogue of Life specia Drosophila viracochi nu are subspecii cunoscute.